# Giannakochóri
Giannakochóri är en ort i Grekland.   Den ligger i prefekturen Nomós Imathías och regionen Mellersta Makedonien, i den norra delen av landet, 300 km norr om huvudstaden Aten. Giannakochóri ligger 295 meter över havet och antalet invånare är 468.
Terrängen runt Giannakochóri är varierad. Runt Giannakochóri är det ganska tätbefolkat, med 104 invånare per kvadratkilometer. Närmaste större samhälle är Náousa, 4,8 km söder om Giannakochóri. Omgivningarna runt Giannakochóri är en mosaik av jordbruksmark och naturlig växtlighet.